# Galactus
Galactus, também conhecido como Devorador de Mundos, é um personagem de histórias em quadrinhos, uma entidade cósmica dentro do universo Marvel da Marvel Comics. Criado por Stan Lee e Jack Kirby, ele estreou em Quarteto Fantástico nº48, o inicio de um arco de história algumas vezes considerado como a melhor colaboração entre Lee e Kirby.
Quando Galactus ameaçou destruir a Terra, o Quarteto Fantástico (auxiliado pelo Vigia Uatu e pelo arauto rebelde de Galactus, o Surfista Prateado) o derrotou ameaçando-o com o Nulificador Total. Galactus jurou nunca mais tentar atacar a Terra.
Apresentado inicialmente como vilão, mais tarde teve sua função no Universo esclarecida em um julgamento onde várias raças tentavam decidir o destino de Reed Richards - que estava sendo julgado por ter salvo a vida de Galactus e, portanto, ser co-responsável pelas vidas que o Devorador de Mundos tirou depois disto, como no ato de consumir o mundo-sede do império skrull, por exemplo. Através de um depoimento de Odin - só aceito plenamente após a intervenção da entidade cósmica Eternidade - foi a público que sua função é a de encontrar um planeta seguro, que fosse capaz de sobreviver a próxima entropia do universo, uma vez que o próprio Galactus seria o único sobrevivente de uma entropia anterior.
Apesar de ser conhecido como Devorador de Mundos, Galactus não conseguiu se alimentar do planeta mãe dos Espectros. A corrupção da raça dos Espectros era tamanha que foi capaz de contaminar o planeta em que viviam, tornando-o inadequado.

## História da publicação
Em 1966, Galactus foi apresentado na revista Fantastic Four (Quarteto Fantástico) v1. números 48-50 (Março a Maio de 1966).
Em 1968, Galactus apareceu em um flashback na revista Demolidor v1. nº 37 (Fevereiro de 1968) antes de retornar fisicamente para a Terra a fim de recuperar seu arauto, o Surfista Prateado, e em aparições nas edições 72 a 77 da revista Fantastic Four (Março a Agosto de 1968). Galactus aparece também em flashback na origem do Surfista Prateado, contada em detalhes na revista The Silver Surfer vol. 1, nº 1 (Agosto de 1968).
Em 1969, a origem de Galactus foi revelada numa série de aparições na revista Thor vol. 1 nº 160-162 (Janeiro a Março de 1969) e nº168-169 (Setembro a outubro de 1969).
Em  1983, Super-Villain Classics nº1 (Maio de 1983) reimprimiu este conto de 20 páginas com edições do escritor Mark Gruenwald, dos desenhistas John Byrne e Ron Wilson, e de Jack Abel e Vince Colletta para criar uma história atualizada de sua origem intitulada "Galactus".  Em 1996, a publicação de 1983 foi reimpressa como A Origem de Galactus nº1 (Fev. 1996).
Galactus fez numerosas aparições especiais através das décadas, e em 2000 estrelou a minissérie Galactus, o Devorador (Set. 1999 - Mar. 2000).

## Biografia fictícia do personagem

### Renascimento
Originalmente chamado de Galan no planeta Taa, Galactus é o único sobrevivente do Big Crunch que destruiu o universo anterior, acontecido antes do Big Bang que gerou o Universo Marvel atual (o "nosso" universo).
Galan era um explorador do espaço investigando o iminente fim do universo. Posteriormente, Taa foi mergulhada em uma praga radioativa que matou quase todos os seus habitantes. No último instante, Galan consegue escapar do planeta condenado numa nave espacial com alguns outros sobreviventes. Ao invés de morrer vítima da radiação que já tinha extinto a vida em todo o universo, Galan propõe aos seus companheiros que eles pilotassem a nave diretamente até o centro do Big Crunch. Enquanto eles aproximavam do Ovo Cósmico - ponto central do Big Crunch e fonte da radiação exterminadora - sua tripulação e sua nave são prontamente destruídas. No momento em que o universo de Galan encontra seu fim, a encarnação da Fênix daquela realidade acumula as emoções positivas de todos os seres vivos do cosmos para preservá-las da perdição eterna, acionando a Sentença do Universo — aquela encarnação universal da Eternidade — a fim de encontrar com Galan. Dentro do Ovo Cósmico a Eternidade se revela para Galan e lhe informa que embora ambos fossem morrer no cataclisma, eles iriam renascer como uma espécie única de herdeiro nascido no próximo universo. A Sentença do Universo então se funde ao corpo do mortal Galan, estabelecendo-o como o único sobrevivente do Big Crunch. Esta união leva ao seu renascimento no universo atual como o Galactus.  Após o Big Bang e a formação da realidade atual, Galactus passa por uma gestação num casulo de energia cósmica para completar sua metamorfose. E após milhões de anos enfim emerge como uma entidade de vasto poder cósmico, essencial e intrínseco ao recém-formado universo.
Galactus é considerado uma das cinco entidades essenciais dentro do Universo Marvel , juntamente com Eternidade, Morte, Infinito e Oblivion. Galactus foi mencionado como a "3ª força do Universo" ao lado de Eternidade e Morte. Eternidade e Morte consideram Galactus um semelhante e um irmão, sendo que Morte certa vez se referiu a Galactus como "marido, pai, irmão e filho". Antigamente tinha como arauto o Surfista Prateado apos a saga Aniquilação, Galactus possui controle total sobre a matéria, telepatia ilimitada, controle cósmico, rajadas cósmicas, teletransporte e muitos outros poderes cósmicos.

### Poderes e habilidades
A totalidade de seus poderes ainda é desconhecida, mas sabe-se que Galactus utiliza seu incomensurável poder cósmico para vários fins, entre eles: é capaz de mudar a realidade conforme sua vontade em escala cósmica, transmutar qualquer coisa que desejar, teletransportar objetos e pessoas, já foi capaz de teletransportar até mesmo galáxias inteiras, sente todo o espectro eletromagnético, possui consciência cósmica, pode curar e conceder a outros seres seus poderes, pode ressuscitar os mortos, pode recriar mundos inteiros (incluindo seus habitantes) em seus mínimos detalhes, pode criar buracos negros e outros corpos cósmicos, criar portais interdimensionais, projeção astral, utilização de tecnologia altamente avançada, pode se mover a velocidades superiores ao da luz que é a chamada velocidade de dobra, pode manipular a gravidade, telecinésia ilimitada, teletransporte, manipulação de matéria e energia em escala subatômica, cria campos de força, a manipulação de almas mortais, força em escala divina, sendo capaz de erguer mundos inteiros de uma só vez, voltar no tempo e muitos outros poderes mais.

## Outras mídias

### Cinema
Em 2007, "apareceu" no filme Fantastic Four: Rise of the Silver Surfer apenas como uma entidade cósmica, baseado na Trilogia de Galactus, causou certa decepção aos fãs, pois o vilão cósmico não apareceu por inteiro e sim dentro de uma nuvem espacial, porém em uma cena, quando o Surfista Prateado vai atacar o vilão, é possível ver o seu icônico capacete, que estava parcialmente fora da nuvem que cobria seu corpo. Também é possível ver a sombra do capacete do personagem sobre o planeta Saturno em outro momento do filme.
Em 2025, foi apresentado como o vilão do filme The Fantastic Four: First Steps. Interpretado pelo ator e narrador inglês, Ralph Ineson, Galactus está prestes a devorar o planeta Terra, a menos que Reed e Sue entreguem Franklin, seu filho recém-nascido e portador do Poder Cósmico.

### Desenhos animados
- Teve uma participação em Os Quatro Fantásticos, episódios "da vinda de Galactus".
- Em Quarteto Fantástico (série de TV, 1994).
- Também aparece como um do vilões de The Super Hero Squad Show (2009)
- Apareceu na série Hulk e os agentes de Smash (2013)
- Apareceu na série animada O Surfista Prateado (1998)
- Apareceu na série animada Os Vingadores: Os Super Heróis mais Poderosos da Terra (2010)

### Videogames
Aparece como último vilão em Lego Marvel Super Heroes.
Aparece como vilão nos jogos Marvel Ultimate Alliance, Lego Marvel Super Heroes, Marvel Super Hero Squad, Fantastic Four The Rise of Silver Surfer, Marvel Super Hero Squad e The Infinity Gauntlet.
É também o último personagem no jogo de luta, Marvel vs Capcom 3 e a versão posterior Ultimate Marvel vc Capcom 3, sendo que pode-se até jogar com ele.
Aparece como principal inimigo no capítulo 2 da temporada 4 de Fortnite Battle Royale.